# Branko Bošković
Branko Bošković (en Cirílico:Бранко Бошковић, pronunciado [brâːŋko bôʃkoʋitɕ]), (Bačka Topola, Bačka del Norte, Serbia, 21 de junio de 1980) es un exfutbolista serbio-montenegrino. Se desempeñaba como Centrocampista y su último club fue el SK Rapid Viena.

## Trayectoria

### Clubes
| Club                      | País                | Temporadas | Partidos | Goles |
| ------------------------- | ------------------- | ---------- | -------- | ----- |
| F. K. Mogren              | Serbia y Montenegro | 1996-1998  | 31       | 8     |
| Estrella Roja de Belgrado | Serbia y Montenegro | 1999-2003  | 123      | 30    |
| Paris Saint-Germain       | Francia             | 2003-2006  | 36       | 3     |
| Paris Saint-Germain B     | Francia             | 2004-2005  | 6        | 3     |
| E. S. Troyes A. C.        | Francia             | 2005-2006  | 19       | 0     |
| Rapid Viena               | Austria             | 2007-2010  | 104      | 19    |
| D.C. United               | Estados Unidos      | 2010-2012  | 43       | 1     |
| Rapid Viena               | Austria             | 2013-2014  | 29       | 4     |
| Total                     | Total               | Total      | 391      | 68    |

## Selección nacional
| Periodo   | Selección                        | PJ (G) |
| --------- | -------------------------------- | ------ |
| 2002-2005 | Selección de Serbia y Montenegro | 12 (1) |
| 2007-2011 | Selección de Montenegro          | 23 (1) |

- Datos: Q698113
- Multimedia: Branko Bošković / Q698113